# Ennominae
De Ennominae zijn de grootste onderfamilie van vlinders uit de familie van de spanners, met zo'n 9700 benoemde soorten in 1100 geslachten. Het zijn meestal vrij kleine vlinders, hoewel sommige (zoals de peper-en-zoutvlinders) aanzienlijk groter worden. Deze onderfamilie heeft een wereldwijde verspreiding. 

## Geslachtengroepen
- Geslachtengroep Azelinini
  - Pero
    - = Azelina
- Geslachtengroep Baptini
  - Lomographa
    - = Bapta
- Geslachtengroep Boarmiini
  - Hypomecis
    - = Boarmia
- Geslachtengroep Bupalini
  - Bupalus
- Geslachtengroep Caberini
  - Cabera
- Geslachtengroep Campaeini
  - Campaea
- Geslachtengroep Cassymini
  - Cassyma
- Geslachtengroep Colotoini
  - Colotois
- Geslachtengroep Erannini
  - Erannis
- Geslachtengroep Eutoeini
  - Eutoa
- Geslachtengroep Gnophini
  - Gnophos
  - Charissa
- Geslachtengroep Gonodontini
  - Gonodontis
  - Aethiopodes
  - Odontopera
- Geslachtengroep Ourapterygini
  - Ourapteryx
  - Acanthotoca
  - Antepione
  - Anthyperythra
  - Artemidora
  - Besma
  - Campatonema
  - Caripeta
  - Cepphis
  - Cingilia
  - Destutia
  - Endropiodes
  - Enypia
  - Epholca
  - Epione
  - Eriplatymetra
  - Euaspilates
  - Eugonobapta
  - Eusarca
  - Eutrapela
  - Eucaterva
  - Evita
  - Lambdina
  - Leptomiza
  - Lychnosea
  - Melemaea
  - Meris
  - Nemeris
  - Neoterpes
  - Neotherina
  - Nepheloleuca
  - Nepytia
  - Opisthograptis
  - Oxydia
  - Patalene
  - Pherne
  - Philtraea
  - Phyllodonta
  - Pionenta
  - Pityeja
  - Plataea
  - Prochoerodes
  - Pseudopanthera
  - Psilocerea
  - Sabulodes
  - Scardamia
  - Sericoptera
  - Sicya
  - Sicyopsis
  - Snowia
  - Somatolopha
  - Spilopera
  - Tetracis
  - Therapis
  - Tristrophis
  - Tshimganitia

Geslachten incertae sedis
| - Adalbertia - Anavitrinelia - Bichroma - Chelotephrina - Chemerina - Chesiadodes - Compsoptera - Cyclomia - Declana - Enconista - Eubarnesia - Geolyces - Hoplosauris - Hulstina - Hypochrosis - Liodesina - Melanochroia - Mericisca - Metanema - Metarranthis - Miantochora - Nepterotaea | - Neritodes - Onychora - Ortaliella - Orthocabera - Orthofidonia - Paraglaucina - Parapheromia - Prionomelia - Probole - Pseudocoremia - Pterotaea - Rhoptria - Slossonia - Sperrya - Synglochis - Toulgoetia - Tracheops - Tritocleis (uitgestorven) - Xenoecista - Xylopteryx - Yala - Zamarada |